# 上田義秀
上田 義秀（うえだ よしひで、1926年12月6日 - ）は、日本の射撃競技（ピストル種目）選手。皇宮警察本部所属。1956年メルボルンオリンピックに2種目で出場。

## 経歴
佐賀県三養基郡基里村（現在は鳥栖市の一部）出身。1951年に佐賀県立鳥栖高等学校定時制を卒業し、翌1952年に皇宮護衛官となる。
全国警察短銃射撃競技会個人の部で、1954年に3位、1955年に2位と好成績を残した。1956年メルボルンオリンピックで日本代表に選ばれ、男子ラピッド・ファイア・ピストルおよび男子フリー・ピストルの2種目に出場。